# Erica (Australië)
Erica is een plaats in de Australische deelstaat Victoria en telt 247 inwoners (2006).